# Aeroportul Pongtiku
Aeroportul Pongtiku (IATA: TTR, ICAO: WAWT) este un aeroport din Tana Toraja⁠(d), Sulawesi Selatan⁠(d), Indonezia ce deservește zona Makale⁠(d).
Situat la o altitudine de 880 m, aeroportul dispune de o singură pistă.